# Пам'ять води (фільм, 2022)
Пам'ять води (Veden vartija) — фінська науково-фантастична драма 2022 року; режисування Саари Саарели. Фільм заснований на романі «Пам'ять води» Еммі Ітаранти.

## Про фільм
Відважна молода жінка бореться за прісну воду в Скандинавському Союзі.
Територя Союзу висохла через екологічну катастрофу; там діє репресивний військовий уряд.

## Знімались
| Актор           | Роль        |
| --------------- | ----------- |
| Сага Саркола    | Норія       |
| Мімоза Вілламо  | Санья       |
| Лаурі Тілканен  | Таро        |
| Пекка Странг    | Маюрі       |
| Мінна Хаапкюля  | Ліан        |
| Улла Пірттіярві | Саамелайнен |
| Томмі Еронен    | Іся         |
| Мілка Альрот    | Тіетелья    |
| Крістіан Сарв   |             |